# JSX (companhia aérea)
JSX é uma companhia aérea com sede em Dallas, Texas, Estados Unidos, que oferece voos de curta distância entre e dentro do Arizona, Califórnia, Flórida, Nevada, Texas e Utah.

## História

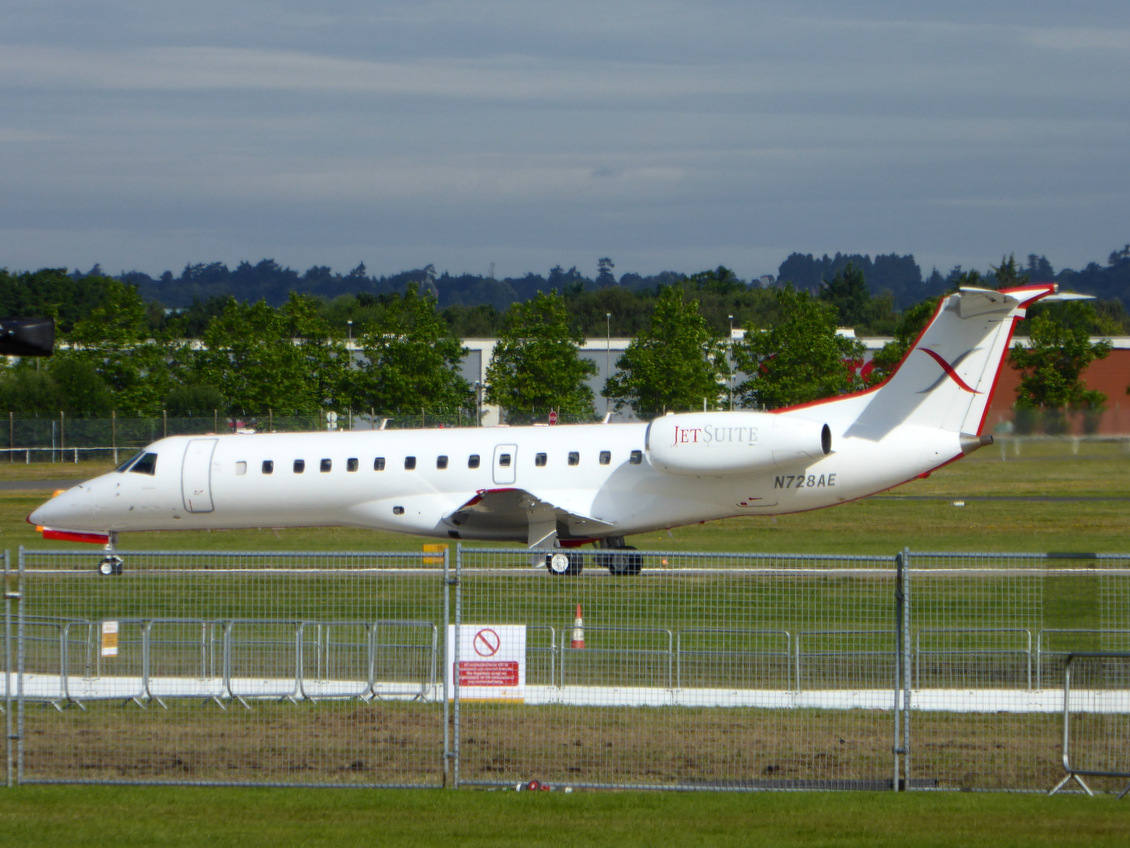
Um Embraer ERJ-135 da JSX em 2016 com as cores antigas

A companhia aérea foi fundada como JetSuiteX em abril de 2016. De acordo com o diretor executivo (CEO) Alex Wilcox, a transportadora aérea foi criada em resposta ao declínio do tráfego de curta distância e ao aumento das tarifas em voos de curta distância nos Estados Unidos.
A empresa iniciou suas operações em 19 de abril de 2016, com seu primeiro voo entre Burbank e Concord, na Califórnia.
Em 8 de agosto de 2019, a JetSuiteX foi renomeada para JSX.
Em 15 de abril de 2020, a JetSuite, empresa irmã da JSX, encerrou as operações; a transportadora experimentou uma queda repentina de 90% nos negócios, que Wilcox atribuiu aos pedidos generalizados de estadia em casa decorrentes da pandemia COVID-19. Em 28 de abril de 2020, a controladora da JetSuite, Superior Air Charter LLC, entrou com pedido de concordata, Capítulo 11. Em setembro de 2020, a empresa fechou o processo do Capítulo 11 e retirou o nome JetSuite.

### Assuntos Corporativos
A JSX Air é uma subsidiária da JetSuiteX, Inc, com sede em Dallas, Texas. A JetBlue e Qatar Airways são acionistas minoritários da JSX. O CEO foi um executivo fundador da JetBlue e da Kingfisher Airlines.

## Frota

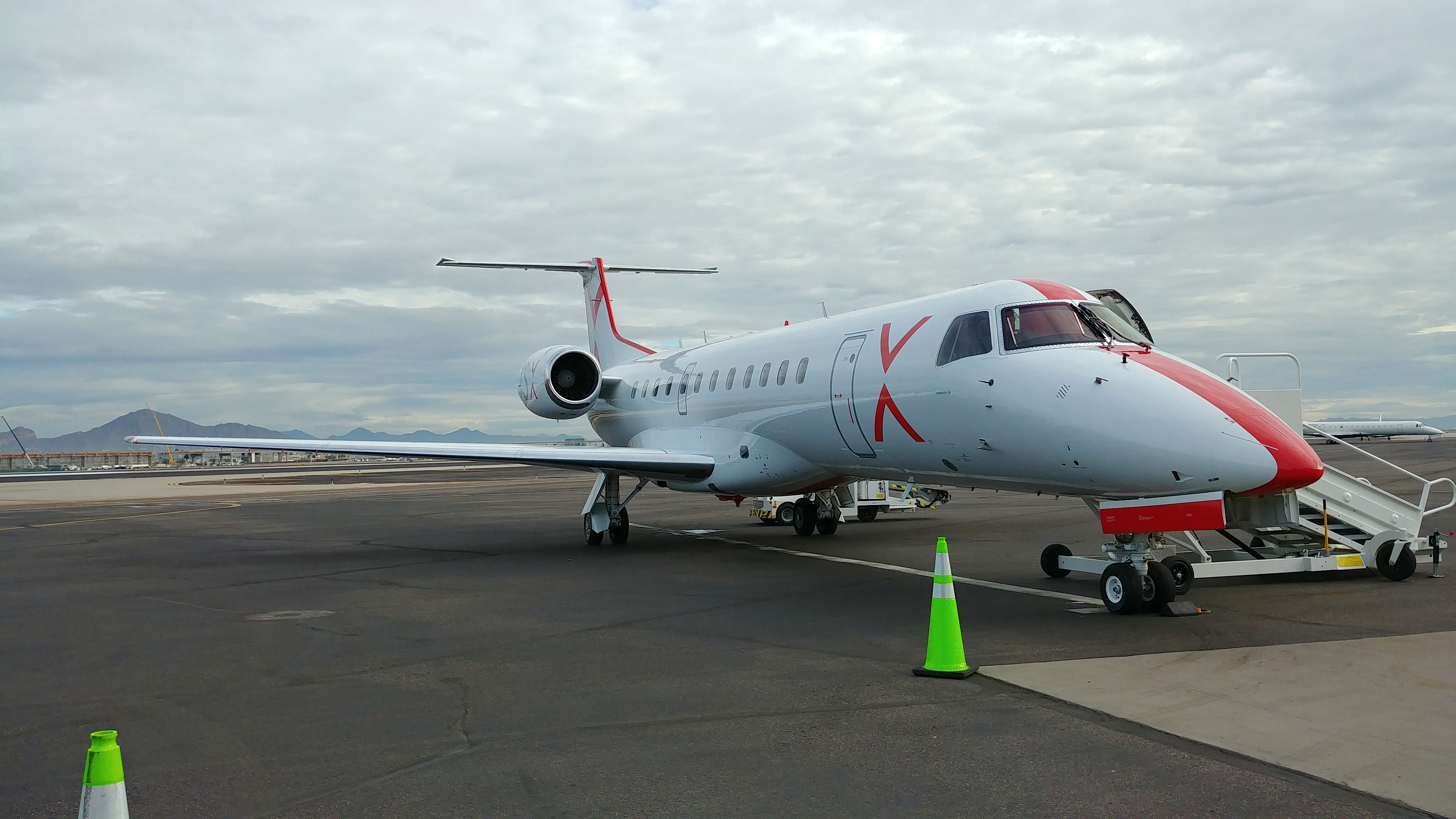
Um Embraer ERJ-135 da JSX

A frota da JSX consiste nas seguintes aeronaves:
| Aeronaves         | Em Serviço | Ordens | Passageiros | Notas |
| ----------------- | ---------- | ------ | ----------- | ----- |
| Embraer ERJ-135LR | 14         | –      | 30          |       |
| Embraer ERJ-145LR | 7          | –      | 30          |       |
| Embraer ERJ-135ER | 2          | –      | 30          |       |
| Total             | 23         | 0      |             |       |